# التأمين الصحي الشامل (مصر)
التأمين الصحى الاجتماعى الشامل هو نظام صحي إلزامي تكافلي اجتماعي في مصر، يعمل وفق القانون رقم 2 لسنة 2018 الذي ينص على أن التأمين الصحي الاجتماعى الشامل نظام إلزامى، يقوم على التكافل الاجتماعى وتغطى مظلته جميع المواطنين المشتركين في النظام، وتتحمل الدولة أعباءه عن غير القادرين بناء على قرار يصدر من رئيس مجلس الوزراء بتحديد ضوابط الإعفاء، وتكون الأسرة هي وحدة التغطية التأمينية الرئيسية داخل النظام، كما يقوم هذا النظام على أساس فصل التمويل عن تقديم الخدمة، ولا يجوز للهيئة تقديم خدمات علاجية أو الاشتراك في تقديمها.
التأمين الصحي الشامل يقوم على فصل تقديم الخدمة عن تمويلها عن آليات الرقابة عليها، ولذلك تتولى 3 هيئات إدارة نظام التأمين الصحي الشامل، الهيئة العامة للرعاية الصحية وتتولى تقديم الخدمات الصحية التأمينية، وهيئة التأمين الصحي الشامل وتتولى إدارة وتمويل وشراء الخدمات الصحية، الهيئة العامة للاعتماد والرقابة الصحية وتتولى وضع معايير الجودة والاعتماد المنشآت الصحية والرقابة الصحية على على استدامة الجودة داخل المنشآت الصحية.

## الهيكل
يشرف على تنفيذ قانون التأمين الصحي الشامل ثلاث هيئات هي:
- هيئة الرعاية الصحية وتكون معنية بمنافذ تقديم الخدمة.[4]
- الهيئة العامة للاعتماد والرقابة الصحية: وتمنح المستشفيات الاعتماد وفق معايير الجودة المعمول بها.[5]
- الهيئة العامة للتأمين الصحي الشامل: تتولى إدارة وتمويل التأمين الصحي.

## التسجيل
يتم التسجيل بالرقم القومى، فتح الملف العائلى، إجراء فحص طبى شامل، والمتابعة مع طبيب الأسرة للكشف والتشخيص، الحصول على الدواء وإجراء الفحوصات، الإحالة إلى مستوى رعاية أعلى أن لزم الامر، الرجوع لطبيب الأسرة للمتابعة.

## التمويل
تبلغ تكلفة مشروع قانون التأمين الصحي الشامل ما بين 80 إلي 120 مليار جنيه، ويطبق خلال 10 سنوات في جميع المحافظات بتمويل من مصادر متنوعة مثل مساهمات المصريين ومخصصات الحكومة العامة وضرائب التبغ والرسوم على الطرق السريعة في أنحاء البلاد. وأشارت وزيرة الصحة إلى أن طريقة الاشتراك نسبية تكون حسب وظيفة المشترك، وإذا كان من غير القادرين سوف تتكفل الدولة باشتراكهم، ويتم التحصيل من خلال هيئة التأمين الصحي الشامل.
في 14 أكتوبر 2021 أصدر الرئيس عبد الفتاح السيسي القرار رقم 190 لسنة 2021 بالموافقة على اتفاق قرض بين حكومة جمهورية مصر العربية والبنك الدولي لإعادة الإعمار والتنمية بشأن مشروع دعم نظام التأمين الصحي الشامل في مصر بمبلغ 400 مليون دولار، والموقع بتاريخي 20 و21 يناير 2021.

## المحاور
المحاور الثمانية التي يرتكز عليها مشروع التأمين الصحى الشامل:
- التخطيط الاستراتيجى.
- إعداد البنية التحتية والتجهيزات.
- الميكنة والتحول الرقمي.
- التحول المؤسسي.
- التأهيل للتسجيل والاعتماد.
- الموارد البشرية والتدريب.
- التسجيل وفتح ملفات طب الأسرة.
- التوعية والإعلام.

## الخدمات
تشمل خدمات النظام مجموعة الخدمات الصحية التأمينية لكافة الأمراض التي تقدم للمؤمن عليهم داخل مصر، سواء كانت خدمات تشخيصية أو علاجية أو تأهيلية أو فحوصات طبية أو معملية مثل:
- خدمات طبيب الأسرة أو الممارس العام في جهات العلاج المحددة.
- خدمات الأطباء المتخصصون بما في ذلك ما يتعلق بطب وجراحة الفم والأسنان.
- الرعاية الطبية المنزلية عند الاقتضاء.
- العلاج والإقامة بالمستشفى أو المركز المتخصص وإجراء العمليات الجراحية وأنواع العلاج الأخرى.
- الفحص بالتصوير الطبى والفحوصات المعملية وغيرها من الفحوصات الطبية وما في حكمها.
- الخدمات التأهيلية والعلاج الطبيعى والأجهزة التعويضية طبقا للقوائم الاساسية التي تصدر عن اللجان المتخصصة بالهيئة.
- تحرير الوصفات الطبية وصرف الأدوية والمستلزمات اللازمة للعلاج طبقا للقوائم الاساسية والتكميلية التي تصدر عن اللجان المتخصصة بالهيئة وكذا عمل التقارير الطبية اللازمة.
- الكشف الطبي الابتدائي والدورى لكل مرشح للعمل للتحقق من لياقته الصحية والنفسية.
- العلاج بالخارج لمن يستحيل علاجه من خلال الخدمات المقدمة داخل جمهورية مصر العربية وله علاج بالخارج، بناء علي تقرير يصدر من لجنة مختصة بهذا الشأن وتشكل بمعرفة الهيئة، وتوضح اللائحة التنفيذية إجراءاتها وضوابطها.

## الأهداف
الأهداف الاستراتيجية للنظام الصحي المصري يرتكز على 4 أهداف تتمثل في:
- التغطية الصحية الشاملة لجميع المصريين.
- التوزيع العادل والمساواة بين المواطنين.
- تحسين جودة الخدمات الصحية المقدمة.
- حكومة النظام الصحي لضمان الكفاءة والاستمرارية.

## المراحل
يطبق القانون على 6 مراحل، على مدار 15 عاماً بداية من 2018 حتى 2032:
- المرحلة الأولى في محافظات: بورسعيد، الإسماعيلية، السويس، جنوب سيناء، الأقصر، أسوان.[15]
- المرحلة الثانية في محافظات: دمياط والمنيا وكفر الشيخ وشمال سيناء ومطروح.[16][17][18]
- المرحلة الثالثة في محافظات: الإسكندرية، البحيرة، قنا وسوهاج.
- المرحلة الرابعة في محافظات: بنى سويف، أسيوط، المنيا، الوادى الجديد، والفيوم.
- المرحلة الخامسة في محافظات: الدقهلية، الشرقية، الغربية، والمنوفية.
- المرحلة السادسة والأخيرة في محافظات: القاهرة، الجيزة، والقليوبية.

## مخطط زمني
- في يوليو 2019، أطلق الرئيس عبدالفتاح السيسي إشارة البدء الفعلي لتطبيق منظومة التأمين الصحي الشامل، من محافظة بورسعيد إيذانا بإرساء دعائم منظومة صحية متكاملة تشمل مائة مليون مصري وفق أحدث المعايير الدولية.[19]
- في 16 فبراير 2021، أطلق الرئيس عبد الفتاح السيسي من مجمع الإسماعيلية الطبي بمحافظة الإسماعيلية، إشارة بدء التشغيل التجريبي لمنظومة التأمين الصحي الشامل بـ3 محافظات بالمرحلة الأولى للمنظومة، وذلك لبدء تفعيل المنظومة الجديدة بمحافظات الإسماعيلية والأقصر وجنوب سيناء.[11]
- في 3 مارس 2021، وافق مجلس الوزراء على مشروع قرار رئيس الجمهورية الخاص باتفاق التمويل الميسر بين جمهورية مصر العربية والبنك الدولي لإعادة الإعمار والتنمية بشأن مشروع دعم نظام التأمين الصحي الشامل في مصر بمبلغ 400 مليون دولار أمريكي.[20]
- في 26 نوفمبر 2022، أعلن رئيس هيئة الرعاية الصحية، عن بدء تشغيل منظومة التأمين الصحي الشامل الجديد بمحافظة أسوان، خامس محافظات تطبيق منظومة التأمين الصحي الشامل الجديد.[21][22]
- في 19 نوفمبر 2023،أعلن مدير فرع هيئة الرعاية الصحية بالسويس، أن انطلاقة تجريبية ناجحة لمنظومة التأمين الصحى الشامل فى محافظة السويس، بعد إنشاء صرح طبى يُعد الأول من نوعه لخدمة جميع أهالى المحافظة والمبالغ عددهم ما يقرب من 850 ألف مواطن، هذا بالإضافة إلى الوحدات الصحية التى تم تطويرها وكذلك بنائها ومن بينها وحدة "عمر بن الخطاب" الصحية التى تخدم أكثر من 46 ألف مواطن.[23]

## المستشفيات التابعة

### بورسعيد
- مستشفى 30 يونيو
- مستشفى الحياة بورفؤاد
- مستشفي الزهور ببورسعيد
- مستشفى السلام بورسعيد
- مستشفى النصر
- مستشفي التضامن
- مستشفي الرمد ببورسعيد
- مستشفي دار صحة المرأة

### الإسماعلية
- مجمع الإسماعيلية الطبى
- مركز 30 يونيو الدولي لامراض الكلي و المسالك البولية
- مستشفي أبو خليفة للطوارئ
- مستشفي فايد التخصصي
- مستشفى القصاصين التخصصى

### الأقصر
- مستشفى إيزيس التخصصي للولادة
- مستشفى العديسات للأطفال
- مستشفى الكرنك الدولي
- مستشفى حورس التخصصي
- مستشفى طيبة التخصصي

### جنوب سيناء
منظومة التأمين الصحي الشامل بمحافظة جنوب سيناء ترتكز على 23 مركز ووحدة طب أسرة بالإضافة إلى 8 مستشفيات.
- مستشفى شرم الشيخ الدولي
- مستشفي رأس سدر المركزي
- مستشفى طابا المركزي
- مستشفى سانت كاترين المركزي
- مستشفى دهب المركزي

### أسوان
منظومة التأمين الصحي الشامل بمحافظة أسوان ترتكز على 11 مستشفى و112 مركز طب أسرة ووحدة صحية:
- مستشفى المسلة التخصصي
- مستشفي أسوان العام
- مستشفي دراو المركزي
- مستشفي كوم امبو العام
- مستشفى النيل التخصصي
- مستشفى الرمد التخصصي بأسوان

### السويس
- مجمع السويس الطبى
- مستشفى الجهاز التنفسى والرعاية الرئوية بالسويس
- مستشفى السويس للجراحات الدقيقة
- مركز الأورام بالسويس
- مركز الكبد والجهاز الهضمي
- مستشفى طوارئ العين السخنة